# Soprattutto sotto
Soprattutto sotto è il primo album in studio del gruppo musicale italiano Sottotono, pubblicato nel 1994 dalla Vox Pop e dalla Flying Records.

## Il disco
Subito dopo la fuoriuscita di Tormento e DJ Irmu dagli Otierre (gruppo in cui tuttora milita Esa, fratello di Tormento), i due si uniscono al beatmaker Fish e all'MC Nega.
Le basi dell'album, prodotte da Fish, sono evidentemente ispirate a quelle usate nella West Coast americana, e sono realizzate prevalentemente utilizzando campionamenti di altre canzoni, sistema di produzione limitato nei dischi successivi, dove le basi saranno prevalentemente realizzate con sintetizzatori e altri strumenti. Anche le liriche sono ispirate alla corrente Gangsta rap di quegli anni, in particolare ad artisti come N.W.A, Snoop Dogg e 2Pac.
Il disco ebbe un discreto successo, soprattutto grazie al primo singolo estratto, La mia coccinella, una canzone d'amore rappata esclusivamente da Tormento.
Nel disco sono presenti anche alcune collaborazioni con alcuni artisti all'epoca associati agli Otierre, come Azza e Polare nel brano A.T.P. e La Pina in L'a morale.
Nel 1995 Nega abbandona il gruppo, seguito da DJ Irmu che lo lascerà dopo la pubblicazione dell'ultimo singolo estratto, Silenzio.
L'iniziale quartetto si riduce così ad un duo guidato dai soli Tormento e Fish, formazione che rimarrà invariata negli anni successivi.
Nel 1999 il disco viene ristampato in CD in versione rimasterizzata da Area Cronica Entertainment e V2 Records con cover e grafiche differenti e con una traccia bonus, My Lady Bug ('99 Remix), remix della canzone La mia coccinella. Il disco sorpassa le 80 000 copie vendute.

## Tracce
1. Stile libero – 3:24
2. La mia coccinella – 5:40
3. Tto che mi ha de – 3:53
4. Losc'azzo – 4:06
5. Chissà se almeno domani – 5:08
6. Gin'n'giro – 3:23
7. Silenzio – 4:59
8. Ciaomiaobau – 4:09
9. A.T.P. (feat. Azza & Polare) – 4:23
10. L'a morale (feat. La Pina) – 4:40
11. La biccia giusta – 4:35

Traccia bonus ristampa CD del 1999
1. My Lady Bug (La Mia Coccinella Remix 99) – 4:04